# Evangelische Kirche (Ebhausen)

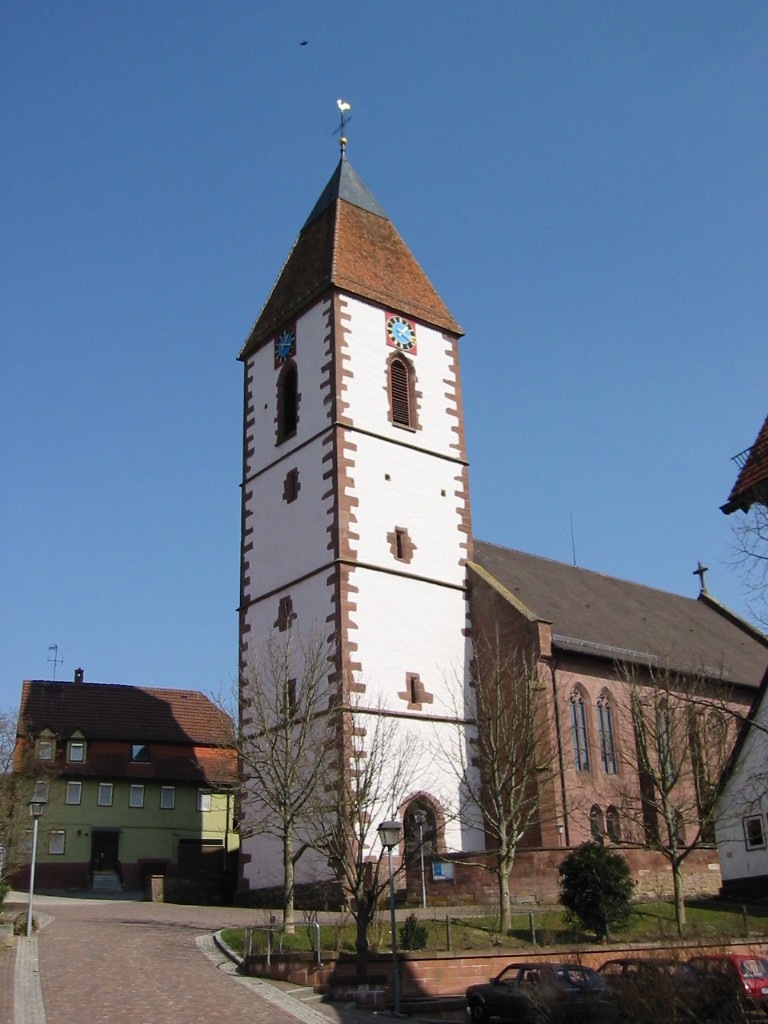
Turm und Kirchenschiff Ebhausen

Die Evangelische Kirche in Ebhausen ist ein 1860 bis 1862 errichtetes neugotisches Bauwerk in Ebhausen, Landkreis Calw. Die ansässige Kirchengemeinde gehört zum Kirchenbezirk Calw-Nagold der Evangelischen Landeskirche in Württemberg.

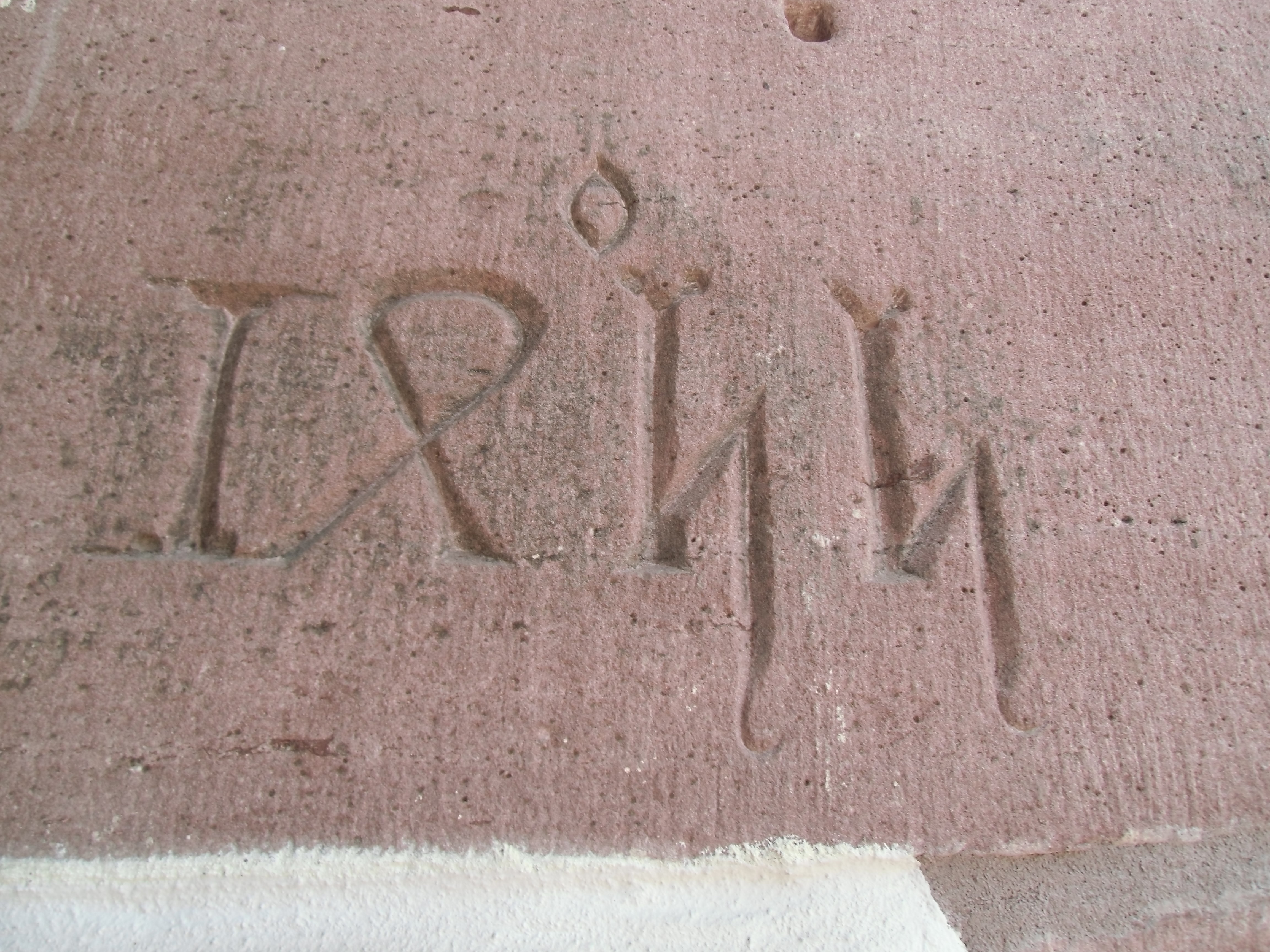
Jahreszahl am Turm

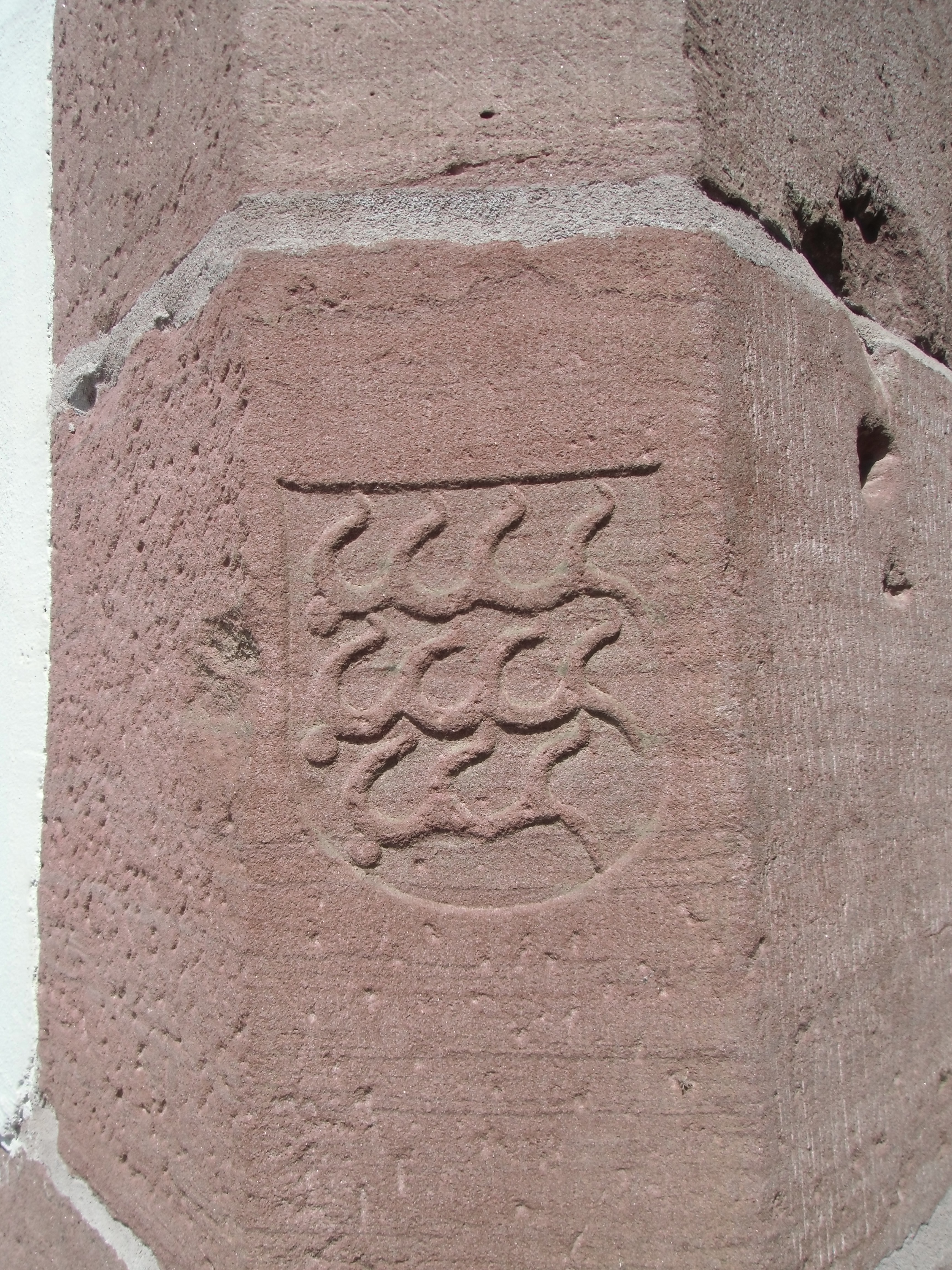
Württemberger Wappen am Turm

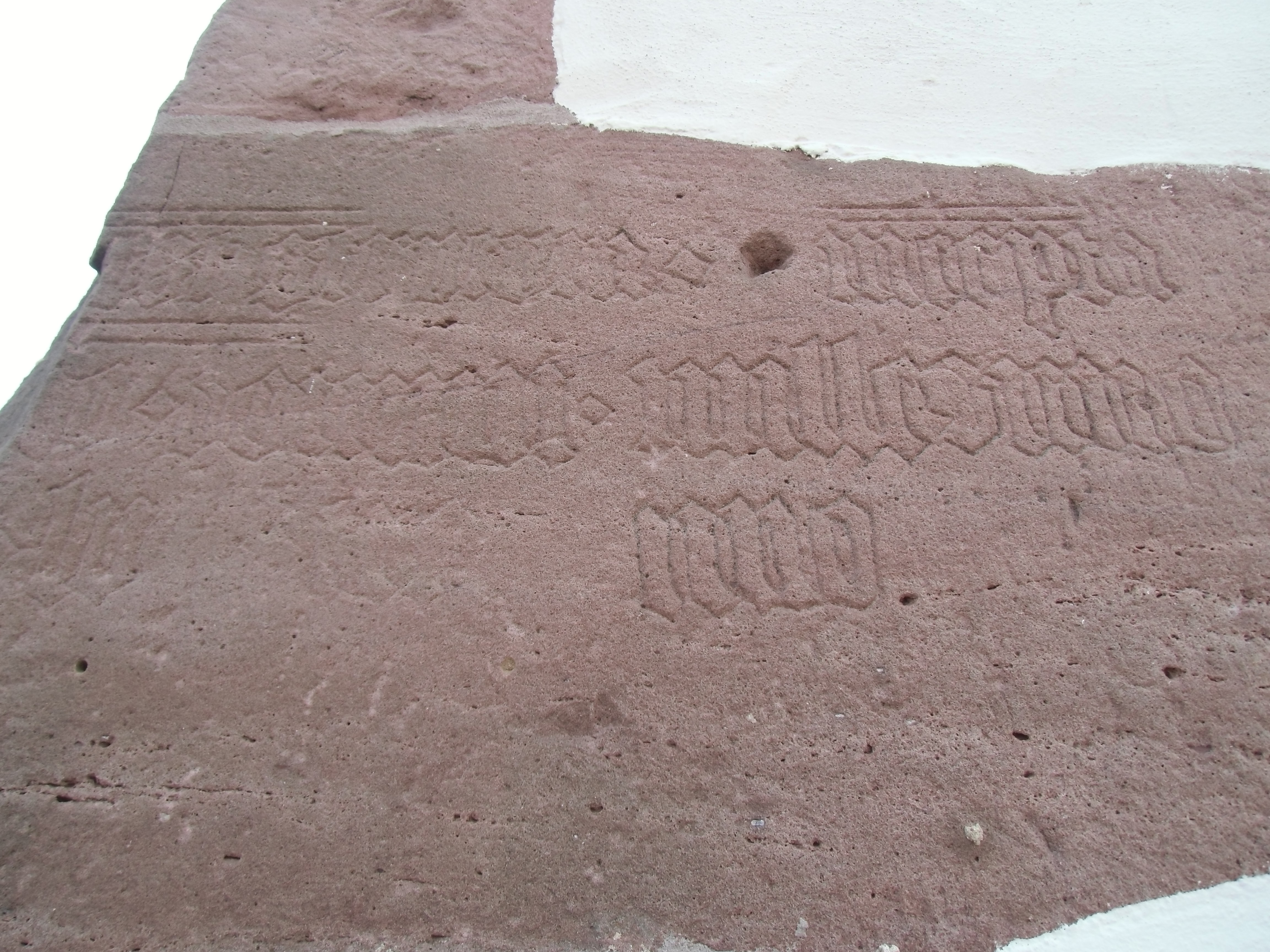
Inschrift am Turm

## Kirchengeschichte von Ebhausen
Die Evangelische Kirche in Ebhausen, in vorreformatorischer Zeit der Mutter Gottes geweiht („Unsere liebe Frau“ bereits um 1400 erwähnt), besaß im Mittelalter einen großen Sprengel, er umfasste die Orte Rohrdorf (bei Nagold), Berneck, Pfrondorf, Gaugenwald, Ebershardt, Wart, Martinsmoos, Zwerenberg, Hornberg, Neuweiler, Oberweiler, Aichhalden, Hofstett, Hünerberg, Aichelberg und Nonnenmiß. Dieser große Sprengel ist ein Indiz dafür, dass Ebhausen im frühen Mittelalter ein Ausgangspunkt für die Rodung und Besiedelung des Schwarzwaldes war.
Die älteste bekannte Nennung von Ebhausen hängt mit der Geistlichkeit zu Ebhausen zusammen. Im Jahr 1275 wird Ebhausen als („Ebehusen“) erstmals im „Liber decimationis“ des Bistums Konstanz erwähnt.
Am 20. Mai 1286 erscheint als Zeuge einer Urkundung der „viceplebanus“, also der Leutpriester, zu Ebehusen. In einer Urkunde vom 1. Dezember 1295 sind als Zeugen der Beurkundung ein „C. der Kilcherre von Ebehusen und sine suone“ erwähnt, also ein Kirchherr mit dem Anfangsbuchstaben seines Namens „C“. Er besaß den Kirchensatz.
Der Kirchensatz wurde durch die Grafen von Hohenberg im Jahr zuerst 1305 dem Kloster Kniebis, dann 1318 dem Johanniterorden im Nachbarort Rohrdorf überlassen, der ihn bis zur Durchsetzung der Reformation im Jahr 1568 besaß.

## Grabungen im Kircheninneren in den Jahren 1962
In den Jahren 1961 und 1962 wurden umfangreiche Ausgrabungen in der Ebhauser Kirche durch das Staatliche Amt für Denkmalpflege (Außenstelle Tübingen) durchgeführt, da eine umfangreiche, moderne Neugestaltung des Innenraumes erfolgen sollte. Es wurden Grundmauern von drei Vorgängerbauten freigelegt. Das älteste Fundament zeigt eine kleine Saalkirche aus karolingischer Zeit.
Ein Resultat war die schon lange vermutete Annahme, dass der massive, wehrhafte Turm als Wehrturm diente, und es kann ebenso angenommen werden, dass er zuerst eine selbstständige Anlage war. Im Zusammenhang mit dem unmittelbar benachbarten „Mannlehen“ der Wetzel von Ebhausen, ist eine frühere Turmburg durchaus denkbar. Von den Grabungsfunden sind besonders ein Grab im Chorraum der zweiten Kirche (Stiftergrab) und ein (vermutlicher) Reliquienbehälter hervorzuheben. Die Grundrisse dieser Kirchen sind auf einer Relieftafel im Turm anschaulich dargestellt.

## Turm und Kirchenschiff
Der um die frühere Kirche gelegene Begräbnisplatz wurde im Jahr 1839 aufgegeben und der Bau einer größeren Kirche in Angriff genommen. Beim Abbruch der alten Kirche 1860 blieb der massige Turm erhalten und wurde 1862 um ein Stockwerk erhöht, da das neue Kirchenschiff breiter und höher als sein Vorgängerbau ausfiel. Der Turm gilt als das Wahrzeichen von Ebhausen. Durch den Turmeingang im Westen gelangt man in das Kirchenschiff. Der Turm ist nach außen mit Gurtgesimsen gegliedert und beinhaltet ein vorhallenartiges Erdgeschoss. Nur sein neues, oberes Stockwerk wurde mit neugotischen Spitzbogenfenstern versehen, die unteren Stockwerke haben alte, schießschartenähnliche Öffnungen. Der untere Vorhallenbau besitzt ein einfaches gotisches Gewölbe. Grabungsbefunde am Turmsockel weisen bis ins Hochmittelalter. Rechts vom Eingang ist die Jahreszahl 1455 eingemeißelt, als der Turm nach einem Feuer erneuert wurde. Links vom Eingang befindet sich ein gemeißeltes Wappen mit den drei Württemberger Geweihstangen. Eine weitere Inschrift ist in der Stirnwand in der linken Ecke der Außenwand des Turmes. Die Inschrift ist in gotischen Majuskeln auf Lateinisch abgefasst: „EST STRUCTURA INCEPTA AO DOMINI MILLESIMO…IMO“; zu deutsch: „der Bau wurde begonnen im Jahre des Herrn Tausend…“ (Letztes könnte man auf 1401, 1407 oder 1430 deuten). Ursprünglich erbaut worden sein dürfte der Turm um das Jahr 1350.
Das heutige Kirchenschiff wurde in den Jahren 1860 bis 1862 errichtet. Die Tendenzen im protestantischen Kirchenbau des 19. Jahrhunderts, die dann im Eisenacher Regulativ von 1861 festgelegt wurden, fanden schon bei der Planung für Ebhausen Anwendung. Die Saalkirche wurde dementsprechend im neugotischen Stil mit eingezogenem Chor und dreiseitiger Empore gebaut. Im Unterschied zu früheren gotischen Kirchen mit schlanken hohen Langhausfenstern, die im Inneren von den Emporen überspannt, also nicht geteilt waren, wurden hier die Fensterreihen zweistöckig angelegt. Die radikale Innen-Umgestaltung der Kirche 1962 unter dem Stuttgarter Architekt Werner Hermann Riethmüller und der künstlerisch-gestalterischen Leitung von Professor Rudolf Yelin d. J. entfernte die Emporen (die West-Orgelempore wurde konstruktiv von den Seitenwänden gelöst) und schloss die Fenster im Parterre. Auch das von ihm selber dreißig Jahre zuvor geschaffene Wandgemälde am Chorbogen (links: Krankenheilung, Bergpredigt; rechts: vierfaches Ackerfeld, Feigenbaum ohne Früchte) ließ Yelin zugunsten einer neuen Altarraumgestaltung übermalen.
Im Jahre 2019 wurde die Kirche innen renoviert und ein neues Lichtkonzept im Altarraum umgesetzt.

## Ausstattung

### Altarraum und Westempore
Im Chorraum setzte Rudolf Yelin 1962 zwischen seine ungegenständliche Farbverglasung des Ostfensters und den auch von ihm gestalteten Altar als Chorrückwand eine filigran durchlässige Mauer aus Betonkunststein-Formteilen mit dem Korpus des auferstandenen und segnenden Christus in der Mitte. Dazu korrespondierend erhielt die materialgleiche Brüstung der Westempore vier Evangelistensymbole als Einlage. Die Formteile schufen Yelins Studenten an der Staatlichen Kunstakademie Stuttgart.

### Glasmalerei
Die kräftigen Farben des Chorfensters von Rudolf Yelin beleben die transparente Chormauer davor. Die zurückhaltende Verglasung der oberen Schifffenster und die farbige Ostgiebel-Rosette stammen von Erich Schwarz aus Nagold. Als man sich entschloss, die zugemauerten unteren sechs Schiff-Fenster doch wieder zu reaktivieren, schuf der Stuttgarter Glaskünstler Adolf Valentin Saile 1986 Bleiglasfenster mit den Werken der Barmherzigkeit, dem Gleichnis vom vierfachen Ackerfeld und drei Tauf- und Wassergeschichten.

### Epitaphien
Im unteren Teil des Turmes befinden sich drei Grabepitaphien, die ursprünglich vor dem Hauptaltar lagen. 1860 beim Abbruch der alten Kirche wurden sie entfernt und fanden zunächst an der Süd- und Nordseite des alten Turmes einen neuen Platz. Nunmehr sind sie im Turmeingangsbereich aufgestellt.
- Das erste Epitaph trägt keinen Namen und keine Jahreszahl, die Inschrift ist verwittert und stark abgeschliffen. Es ist jedoch ein Messkelch mit Hostie und ein Messbuch zu erkennen, was auf ein Grabmal eines Geistlichen aus vorreformatorischer Zeit schließen lässt. Neben den abgebildeten Attributen eines Geistlichen findet sich noch eine Art Backschaufel. Hier könnte der Familienname des Geistlichen angedeutet sein.
- Das zweite Epitaph, auch stark verwittert, enthält eine Inschrift: „ANNO DM MCCCCLI… SANCTIS MICHABELIS TERCIA DIE OBIIT JOHANNES…TETUS IN EBHUSEN CUIUS AIA REQUIESCAT IN PACE“ zu deutsch: „Im Jahre des Herrn 1451 starb am Vorabend von St. Michael Johannes… in Ebhausen, dessen Seele in Frieden ruhe“. Diese Grabplatte wurde früher als die eines Geistlichen Johannes bezeichnet. Der Wortrest „…TETUS“ in der Inschrift lässt sich aber am ehesten zu „SCULTETUS“ also Schultheiß ergänzen.
- Das dritte Epitaph ist genau bestimmbar. Ein Lilienkreuz wird von einer rundum angebrachten Inschrift in gotischen Majuskeln umrahmt. Sie lautet: „ANNO MCCCLXV.OB.KATHAERINA.DE.HORNBERG.XVI.KALENDAE.OCTOBRIS.“ zu deutsch: „Im Jahre des Herrn 1365 starb Katharina von Hornberg am 16. Oktober“. Vor der Reformation bestanden in Ebhausen zwei Pfründen zu St. Nikolaus und zu St. Katharina. Die zentrale Bestattung der Katharina von Hornberg gibt Anlass dazu, in ihr die Stifterin der Katharinenpfründe zu sehen.[12]

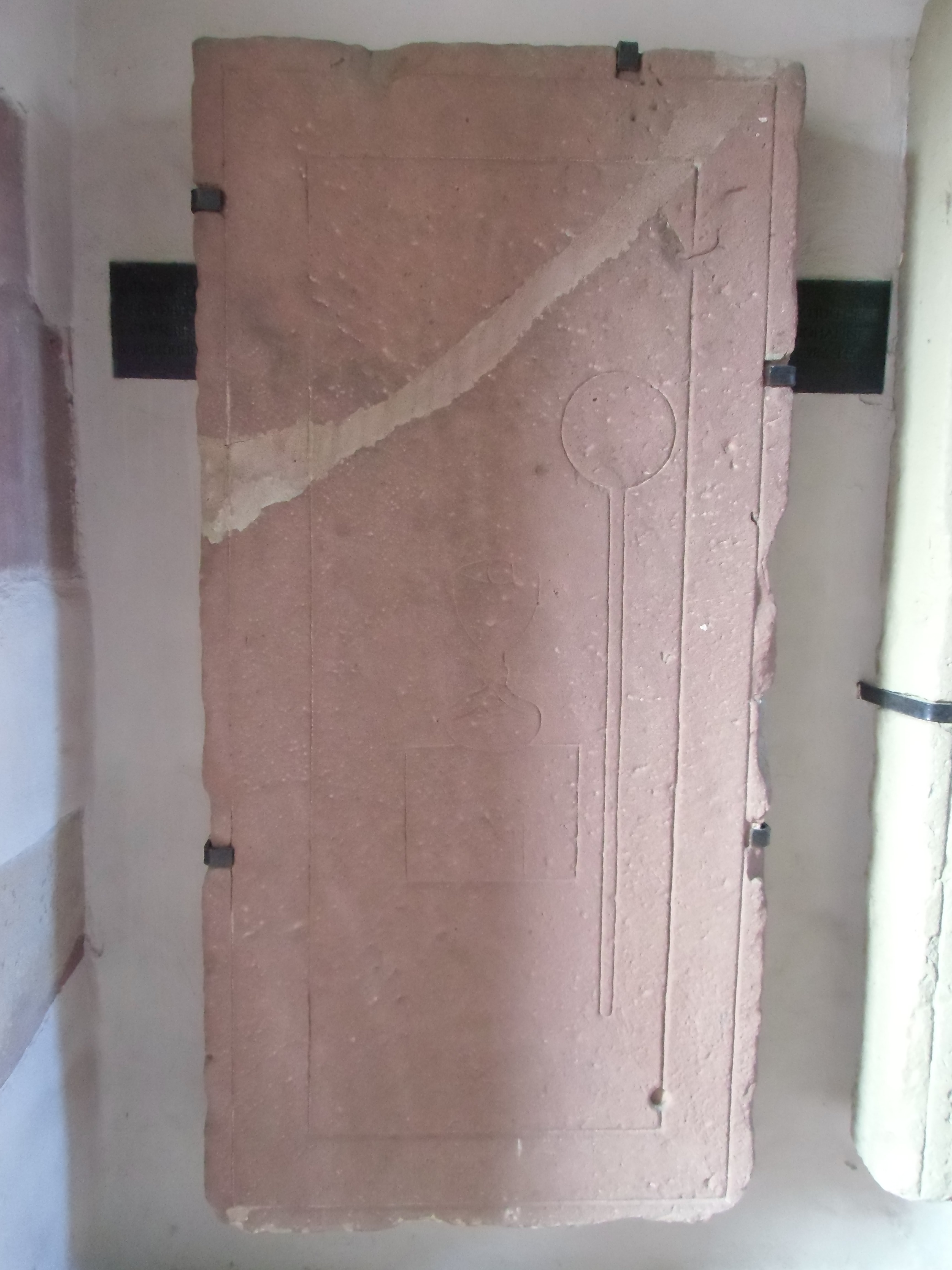
1. Epitaph eines Geistlichen
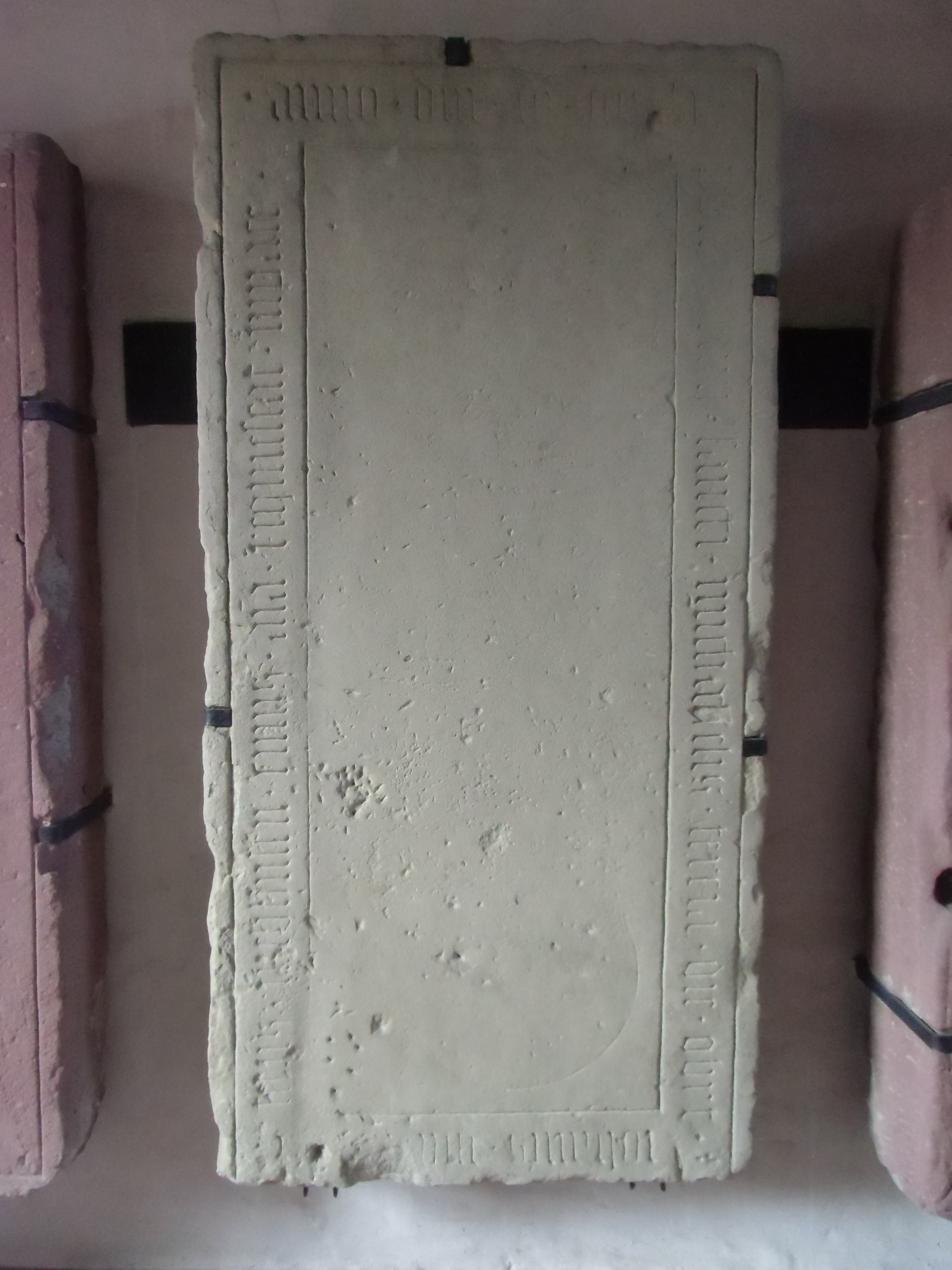
2. Epitaph von Johannes dem Schultheiß
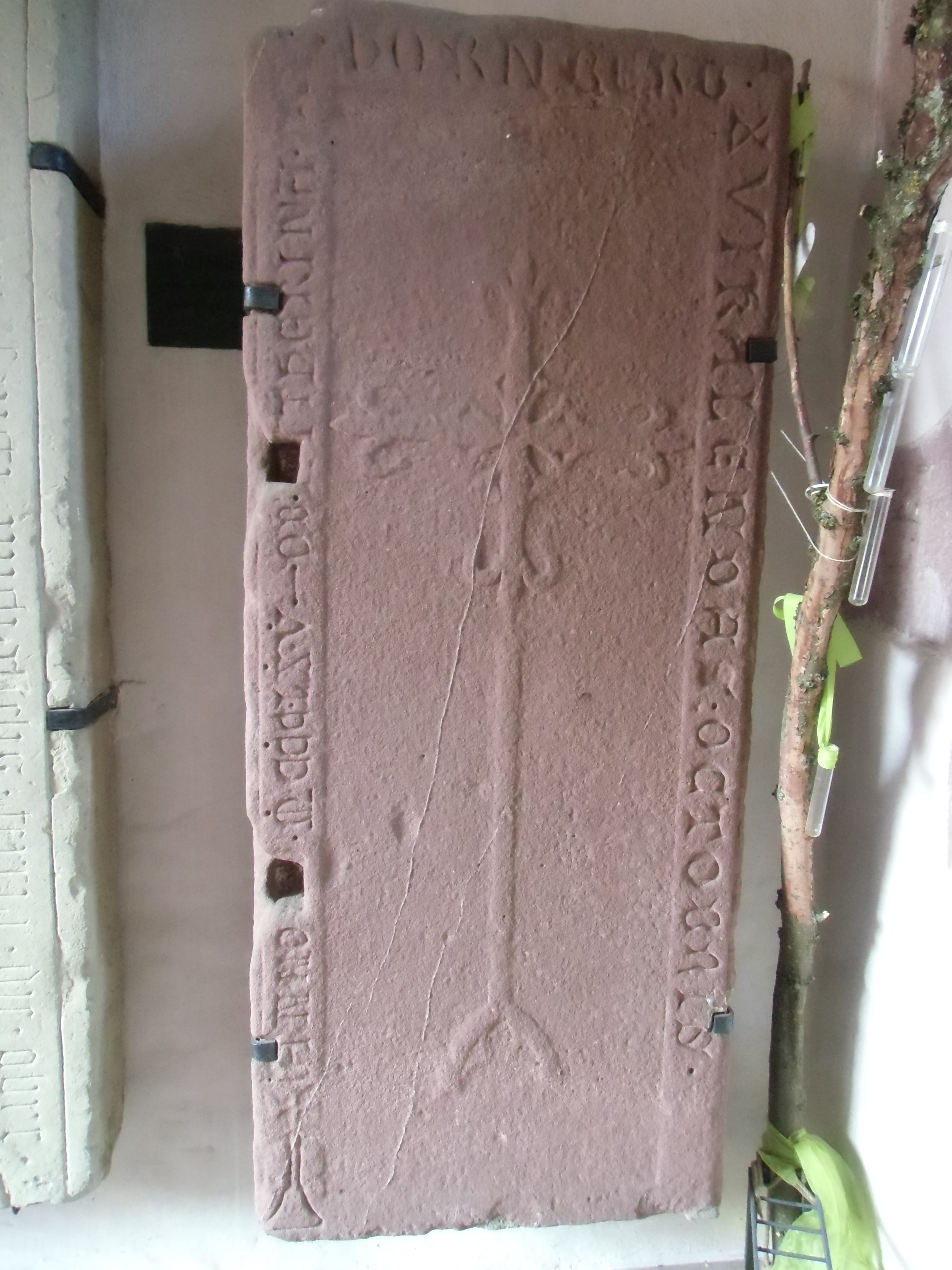
3. Epitaph der Katharina von Hornberg

### Glocken

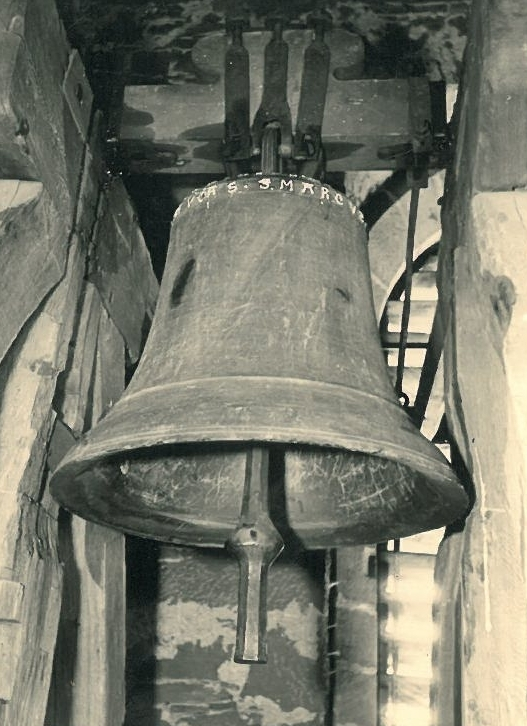
Glocke aus dem 14. Jahrhundert im Kirchturm der Evangelischen Kirche Ebhausen

Ebhausen besitzt eine der ältesten Glocken in Württemberg, die ins 14. Jahrhundert eingeordnet wird. Diese Glocke trägt am oberen Kranz der Haube in ungefügten, teils aus der Reihe gerutschten, teils verkehrt gesetzten gotischen Majuskeln, sogenannten Unzialbuchstaben, die Namen der vier Evangelisten: S. LUCAS, S. MARCUS, S. JOHANNES, S. MATEUS und darunter: MICH GOSE GECEPHRIT VON TRODELVINGEN der Hinweis auf den Glockengießer: Mich goß Götzfried von Trochtelfingen. Dieser Meister ist nur durch die Glocke von Ebhausen bekannt. Die Glocke ist auf b' abgestimmt.
Aus dem übrigen Geläut zersprang 1712 eine Glocke, 1714 wurde sie ersetzt. Bereits im nächsten Jahr wurde an ihr ein Schaden entdeckt und sie wurde abermals umgegossen. 1788 wurden zwei neue Glocken von der Glockengießerei Neubert in Ludwigsburg gefertigt. Im Jahr 1856 wurde die kleinste Glocke, durch eine neue aus der Stuttgarter Glockengießerei Heinrich Kurtz ersetzt. Diese Glocke fiel dem Ersten Weltkrieg zum Opfer, wurde 1924 wieder ersetzt und im Zweiten Weltkrieg zusammen mit der Glocke aus dem Jahr 1788 für Waffen eingeschmolzen. In den Jahren 1950 und 1954 wurde das Geläut wieder vervollständigt. Die Glocke aus dem Jahr 1950 trägt die Inschrift: Jesus Christus gestern und heute und derselbe auch in Ewigkeit und ein aufgesetztes Kruzifix. Die Glocke aus dem Jahr 1954: Er ist unser Friede und ein Kreuz flankiert von einem griechischen A und O. Beide Glocken stammen ebenfalls aus der Stuttgarter Glockengießerei Heinrich Kurtz. Die Glocken sind auf as' und des' abgestimmt. Am 1. Mai 1988 wurde das Geläut um eine vierte Glocke erweitert. Gegossen wurde sie durch die Glockengießerei Bacher in Heilbronn und trägt die Inschrift: Lobe der Herrn meine Seele und vergiß nicht was er dir Gutes getan hat. Die Glocke ist auf den Ton f' abgestimmt.

## Forschungen zum Turm der Evangelischen Kirche
Die Erkenntnisse zu Kirche und Turm sind zu großen Teilen ein Ergebnis der intensiven Forschungen von Friedrich Heinz Schmidt (1902–1971), Volkskundler und Heimatforscher.